# Roundell Palmer, 3. Earl of Selborne

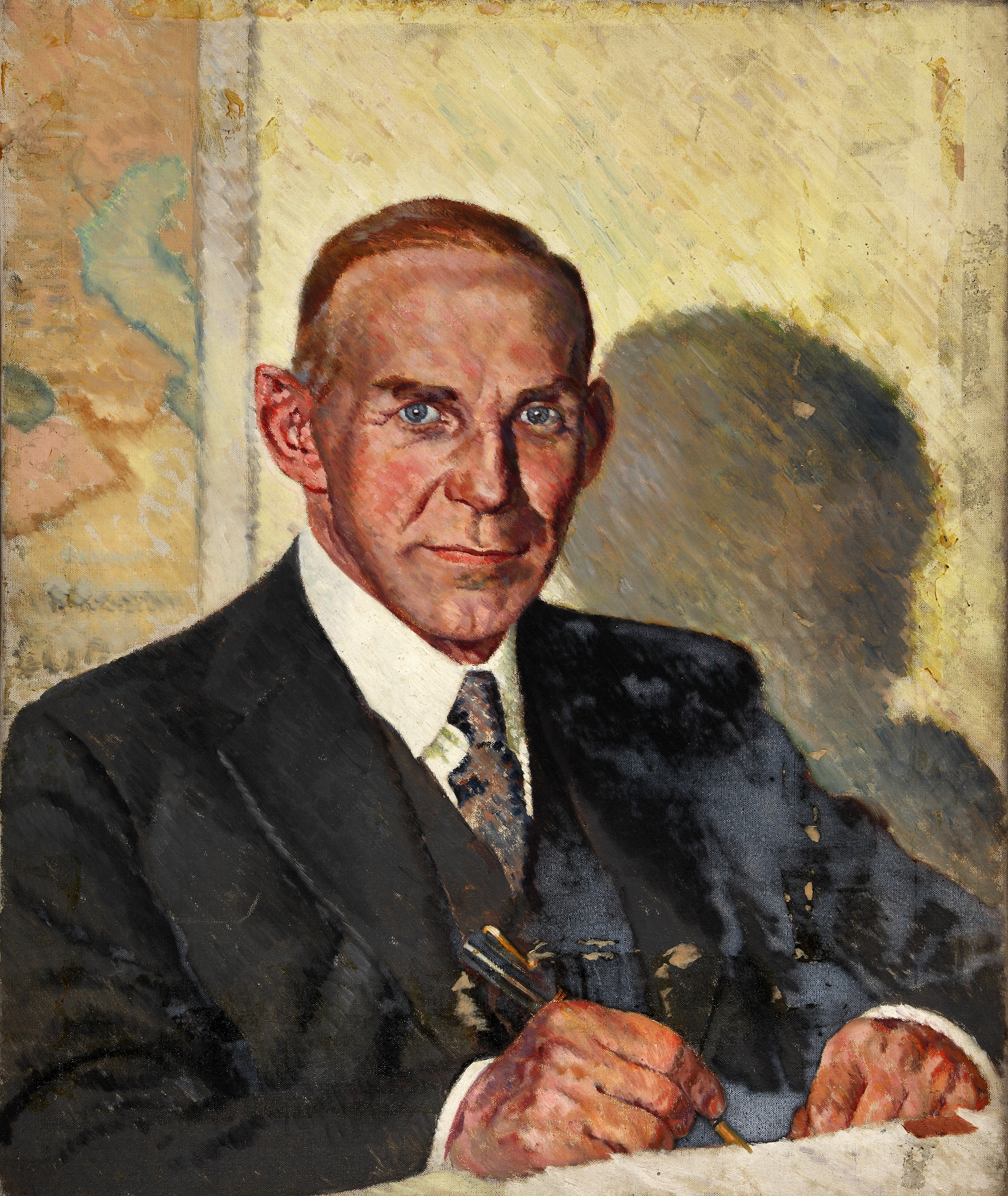
Roundell Palmer, 3. Earl of Selborne (Mai 1942)

Roundell Cecil Palmer, 3. Earl of Selborne, CH, PC (* 15. April 1887; † 3. September 1971) war ein britischer Peer und Politiker der Conservative Party. Von 1887 bis 1942 führte er den Höflichkeitstitel Viscount Wolmer.
Er war dreißig Jahre lang Mitglied des Unterhauses (House of Commons), sowie einunddreißig Jahre Mitglied des Oberhauses (House of Lords). Während des Zweiten Weltkrieges bekleidete er in der Kriegsregierung Churchill zwischen 1942 und 1945 den Posten als Minister für ökonomische Kriegsführung (Minister of Economic Warfare).

## Leben

### Familiäre Herkunft, Unterhausabgeordneter und Juniorminister
Roundell Palmer war das zweite von vier Kindern sowie der älteste Sohn von William Palmer, 2. Earl of Selborne, der zehn Jahre lang Unterhausabgeordneter sowie Erster Lord der Admiralität und Landwirtschaftsminister war, sowie von dessen Ehefrau Lady Beatrix Maud Cecil, einer Tochter des dreimaligen Premierminister Robert Gascoyne-Cecil, 3. Marquess of Salisbury. Seine ältere Schwester Lady Mabel Laura Georgiana Palmer war die Ehefrau von Charles Grey, 5. Earl Grey. Sein jüngerer Bruder Robert Stafford Arthur Palmer war Rechtsanwalt und fiel am 21. Januar 1916 als Hauptmann des Hampshire Regiment während des Ersten Weltkrieges, während sein jüngster Bruder William Jocelyn Lewis Palmer ebenfalls Rechtsanwalt, Hauptmann des Hampshire Regiment sowie Kommunalpolitiker war. Er selbst besuchte das renommierte 1382 gegründete Winchester College und begann danach ein Studium am University College der University of Oxford, das er 1909 mit einem Master of Arts (M.A.) abschloss. 
Bei der Wahl am 3. Dezember 1910 wurde Palmer für die Conservative Party erstmals Mitglied des Unterhauses, in dem er bis zum 14. Dezember 1918 den Wahlkreis Newton vertrat. 1911 wurde er Friedensrichter (Justice of the Peace) für Hampshire. Er war ferner 1916 Parlamentarischer Privatsekretär des Unterstaatssekretärs im Außenministerium sowie von 1916 bis 1918 stellvertretender Direktor der Kriegshandelsbehörde (War Trade Department). Bei der Wahl am 14. Dezember 1918 wurde er wieder zum Mitglied des Unterhauses gewählt und vertrat dort nunmehr bis zum 11. November 1940 den Wahlkreis Aldershot. Er war zwischen Oktober 1922 und Januar 1924 im Kabinett Bonar Law sowie in der ersten Regierung Baldwin Parlamentarischer Staatssekretär im Handelsministerium (Parliamentary Secretary to the Board of Trade) sowie im Anschluss von November 1924 bis Juni 1929 in der zweiten Regierung Baldwin stellvertretender Postminister (Assistant Postmaster-General). Am 5. Juli 1929 wurde er zudem Mitglied des Geheimen Kronrates (Privy Council) und diente ferner als Major im 3. Bataillon des Hampshire Regiment.

### Oberhausmitglied und Minister

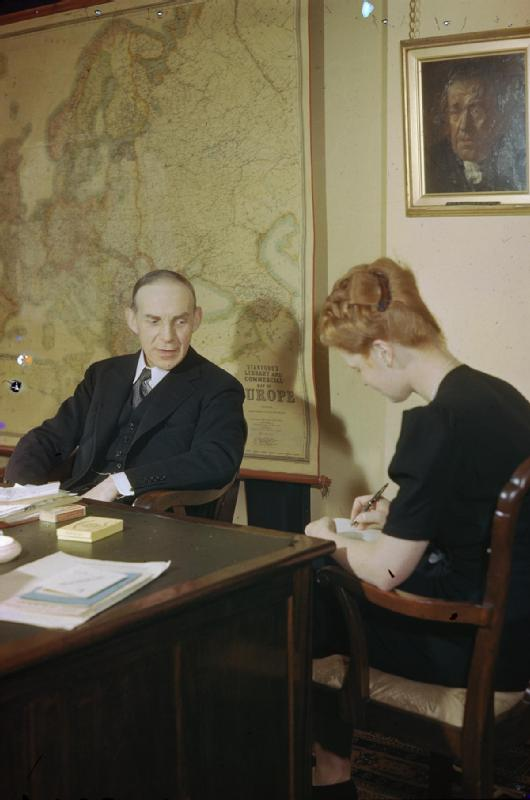
Roundell Palmer als Minister für ökonomische Kriegsführung in seinem Londoner Büro

Am 11. November 1940 wurde er durch Writ of Acceleration ins Oberhaus berufen. Er erbte dadurch vorzeitig von seinem Vater den nachgeordneten Titel Baron Selborne und schied aus dem Unterhaus aus. Dem Oberhaus gehörte er bis zu seinem Tod am 3. September 1971 mehr als dreißig Jahre an. Er war zwischen 1940 und 1942 Leiter der Zement-Abteilung im Ministerium für öffentliche Arbeiten und Bauwesen (Ministry of Works and Buildings). Während des Zweiten Weltkrieges übernahm er am 22. Februar 1942 in der Kriegsregierung von Premierminister Winston Churchill von Hugh Dalton den Posten als Minister für ökonomische Kriegsführung (Minister of Economic Warfare) und bekleidete diesen Ministerposten bis zum 23. Mai 1945.
Bei Tod seines Vaters erbte er am 6. Februar 1942 auch dessen übrige Titel als 3. Earl of Selborne und 3. Viscount Wolmer. Am 1. Januar 1945 wurde er als Mitglied in den Order of the Companions of Honour (CH) berufen. 1948 wurde er Master der Worshipful Company of Mercers, der wichtigsten Livery Company. Er war ferner zwischen 1951 und 1953 Vorstandsvorsitzender der National Provincial Bank sowie von 1951 bis 1965 stellvertretender Vorstandsvorsitzender des Pharmaunternehmens Boots the Chemists Ltd.

### Ehen und Nachkommen
Palmer war zweimal verheiratet, und zwar vom 9. Juni 1910 bis zu deren Tode am 22. September 1959 mit Grace Ridley, einer Tochter des ehemaligen Unterhausabgeordneten und Innenministers Matthew White Ridley, 1. Viscount Ridley. Aus dieser Ehe gingen drei Töchter und vier Söhne hervor. Die älteste Tochter Lady Anne Beatrice Mary Palmer war mit Reverend John Salusbury Brewis verheiratet. Sein ältester Sohn William Matthew Palmer, Viscount Wolmer, fiel als Major des Hampshire Regiment während des Zweiten Weltkrieges am 2. Oktober 1942. Sein zweiter Sohn John Ralph Roundell Palmer verstarb bereits im Alter von sechs Monaten am 13. November 1914. Die zweite Tochter Lady Laura Mary Palmer war die Ehefrau von Reverend Cyril Eastaugh, der von 1961 bis 1972 Bischof von Peterborough war. Sein dritter Sohn Robert Jocelyn Palmer diente als Major bei den Coldstream Guards und war später Kommunalpolitiker. Seine dritte und jüngste Tochter Lady Mary Sophia Palmer war zwischen 1944 und 1949 Lady-in-Waiting von Prinzessin Elisabeth und in erster Ehe mit Thomas Anthony Edward Towneley Strachey, einem Sohn von Maurice Towneley-O’Hagan, 3. Baron O’Hagan, sowie in zweiter Ehe mit Francis St. John Corbet Gore verheiratet, einem Trustee der National Gallery. Sein jüngster Sohn Edward Roundell Palmer war Fellow der Royal Horticultural Society (FRHS) und Ehemann von Joanna Constance Bacon, einer Tochter von Edmund Bacon, 13. Baronet.
Nach dem Tod seiner ersten Ehefrau heiratete Palmer am 3. März 1966 in zweiter Ehe die ungarische Diplomatentochter Valerie Irene Josephine Margaret de Thomka de Thomkahaza, die allerdings bereits am 5. Dezember 1968 verstarb. Bei seinem Tod erbte sein Enkel John Roundell Palmer, der älteste Sohn von Sohn William Matthew Palmer, Viscount Wolmer, den Titel als 4. Earl of Selborne sowie die nachgeordneten Titel.